# دوغلاس باين
دوغلاس باين (بالإنجليزية: Douglas Payne)‏ هو ممثل بريطاني، ولد في 1875، وتوفي في 3 أغسطس 1965 بلندن في المملكة المتحدة.

## وصلات خارجية
- دوغلاس باين على موقع IMDb (الإنجليزية)